# Namiestnik del Reino de Polonia
El Namiestnik del Reino de Polonia (en polaco: namiestnik Królestwa Polskiego, en ruso: наместник Царства Польского) era el virrey del Rey de Polonia (Zar de Polonia) y el virrey del emperador de Rusia quien, durante el Congreso de Polonia (1815-1874), se autodenominaba "Rey de Polonia". Entre 1874 y 1914, cuando el anterior Congreso de Polonia fue conocido como el País del Vístula, el título de Namiestnik fue remplazado por el de Gobernador General de Varsovia (en polaco: generał-gubernator warszawski).

## Historia
El puesto de Namiestnik fue introducido en Polonia por la Constitución del Congreso de Polonia (1815), en su Artículo 3 (Sobre el Namiestnik y el Consejo de Estado). El namiestnik era elegido por el Zar entre los ciudadanos nobles del Imperio ruso y del Reino de Polonia, excluyendo ciudadanos naturalizados. El namiestnik supervisaba toda la administración pública y, en ausencia del monarca, presidía el Consejo de Estado de la Polonia del Congreso, así como el Consejo Administrativo de la Polonia del Congreso. Podía vetar las decisiones de los consejos; aparte de eso, sus decisiones debían ser refrendadas por el apropiado ministro de gobierno. El namiestnik ejercía amplios poderes y podía nominar candidatos para la mayoría de puestos de gobierno séniors (ministros, senadores, jueces del Tribunal Supremo, consejeros de estado, así como obispos y arzobispos).
El namiestnik no tenía competencias en las finanzas del reino ni en política exterior; su competencia militar variaba. En el caso de que el namiestnik no pudiera ejercer su puesto debido a renuncia o muerte, esta función sería llevada a cabo temporalmente por el presidente del Consejo de Estado.
El puesto de namiestnik nunca fue oficialmente abolido; sin embargo, tras el Levantamiento de Enero de 1863 desapareció junto el Reino del Congreso. El último namiestnik fue Friedrich Wilhelm Rembert von Berg, quien sirvió desde 1863 hasta su muerte en 1874. Ningún namiestnik fue nombrado para remplazarlo; sin embargo, el rol de namiestnik —virrey del antiguo Reino del Congreso, ahora llamado País del Vístula— pasó al Gobernador General de Varsovia o, para ser más específico, del Distrito Militar de Varsovia (en polaco: Warszawski Okręg Wojskowy, en ruso: Варшавский Военный Округ). No obstante, en la correspondencia interna de los funcionarios de la Rusia Imperial este cargo todavía era llamado namiestnik.
El gobernador general respondía directamente al Zar y ejercía poderes mucho más amplios que el namiestnik. En 
particular, controlaba todas las fuerzas militares en la región y supervisaba el sistema judicial (podía imponer penas de muerte sin juicio). También podía emitir "declaraciones con fuerza de ley", que podían alterar leyes existentes.

## Virreyes del Reino de Polonia
- Józef Zajączek (1815-26)
- Vacante, 1826-31 (poder y responsabilidades eran ejercidas por el Consejo Administrativo)
- Iván Paskevich (1831-55)
- Mijaíl Dmitrievich Gorchakov (1855 - 3 de mayo de 1861)
- Nikolai Sukhozanet (16 de mayo de 1861 - 1 de agosto de 1861)
- Karl Lambert (1861)
- Nikolai Sukhozanet (11-22 de octubre de 1861)
- Alexander von Lüders (noviembre de 1861 - junio de 1862)
- Gran Duque Constantino Nicolayevich de Rusia (junio de 1862 - 31 de octubre de 1863)
- Friedrich Wilhelm Rembert von Berg (1863-74)

## Gobernadores Generales de Varsovia
- Conde Paul Demetrius von Kotzebue (1874-80)
- Pyotr Pavlovich Albedinsky (1880-83)
- Joseph Vladimirovich Gourko (1883-94)
- Pavel Andreyevich Shuvalov (1894-1896)
- Alexander Imeretinsky (1896-1900)
- Mijaíl Chertkov (1900-05)
- Konstantin Maximovich (1905)
- Georgi Skalon (1905-14)
- Yakov Zhilinsky (1914)
- Pavel Yengalychev (1914-1915)